# فرانك جاكسون (سياسي)
فرانك جاكسون (بالإنجليزية: Frank Jackson)‏ هو سياسي أمريكي، ولد في 13 مارس 1915، وتوفي في 1983. انتخب عضو مجلس نواب ألاباما.